# Billy Hague
Pour les articles homonymes, voir Hague.
William Robert Hague, connu sous le nom de Billy Hague (né le 9 avril 1885 à Londres en Angleterre — mort le 9 septembre 1969) est un joueur professionnel canadien de hockey sur glace qui évoluait au poste de gardien de but. Il remporte la Coupe Stanley en 1906 avec les Sénateurs d'Ottawa.

## Biographie
Hague joue son premier match de hockey sur glace en jouant dans la ligue de hockey d'Ottawa avec les Emmets d'Ottawa. Il remplace Dave Finnie au poste de gardien de but pour les Sénateurs d'Ottawa en 1905. En mars 1906, l'équipe relève le défi lancé par l'équipe de Smiths Falls et s'impose lors des deux rencontres. Une semaine plus tard, l'équipe joue les séries éliminatoires et après une défaite sur le score de 9-1 lors du premier match contre les Wanderers de Montréal, l'équipe décide de remplacer Hague par le gardien de Smiths Falls. Le gardien anglais est ainsi remplacé dans les buts par Percy LeSueur.
Hague rejoint les rangs des Victorias d'Ottawa pour la saison 1906-1907. En 1908, il participe à un défi lancé par son équipe aux Wanderers mais les Victorias perdent les deux rencontres. Par la suite, il joue avec l'équipe des Professionnels de Galt de l'Ontario Professional Hockey League qui joue un défi en 1911 contre Ottawa, une nouvelle défaite pour Hague 7-4.
Il joue un dernier défi au cours de la saison suivante : il évolue alors avec les Victorias de Moncton qui perdent contre les Bulldogs de Québec. Hague joue ensuite avec les Socials de Halifax puis avec les Wanderers de Montréal dans l'Association nationale de hockey. Il met fin à sa carrière en 1916-1917.